# Trattato di Fontainebleau (1631)
Il trattato di Fontainebleau fu siglato il 30 maggio del 1631 tra Massimiliano I, principe elettore di Baviera, ed il Regno di Francia.
L'accordo sancì un'alleanza segreta tra i due stati cattolici durante la  Guerra dei Trent'anni.

## Termini
Il trattato, che restò valido per otto anni, forniva assistenza militare francese alla Baviera in caso di attacco, mentre il Regno di Francia riconosceva il possesso bavarese sull'Alto Palatinato e la sua condizione di principe elettore. In cambio di quest'ultima, Massimiliano I promise di non sostenere i nemici del Regno di Francia, come le forze imperiali degli Asburgo austriaci.

## Conseguenze
Il trattato si dimostrò subito inadatto già nel 1631, quando il Re protestante Gustavo II Adolfo di Svezia (alleato del Regno di Francia) attaccò la Baviera, che non ricevette aiuti francesi. La Francia sostenne infatti che fosse stata la Baviera a scatenare il conflitto con la Svezia, e che questo annullava il trattato. In realtà, i francesi aiutarono entrambi i combattenti a non prevalere sull'altro. Ma Massimiliano I, visto il fallimento del trattato di Fontainbleu, decise di allearsi con l'Impero Asburgico.